# Dady Aristide
Dady Aristide (* 6. Juni 1970) ist ein Fußballspieler aus den Turks- und Caicosinseln.

## Karriere

### Verein
Im Verein spielte Aristide für RMC Master Hammer und wurde in der Saison 2002/03 Torschützenkönig mit 12 Toren.

### Nationalmannschaft
Sein erstes Länderspiel bestritt Aristide am 25. September 2000 bei einem Freundschaftsspiel gegen die U-15 der Kaimaninseln, welches die Turks- und Caicosinseln mit 5:0 gewinnen konnten. Beim Western Union Cup im Jahr 2000 kam er zu zwei weiteren Einsätzen, er stand jeweils in der Startformation und spielte durch.
Aristide war bereits 44 Jahre alt, als er zum ersten offiziellen Einsatz für sein Land kam. Bei der Qualifikation für die WM 2018 spielte er am 24. März 2015 gegen die Nationalmannschaft von St. Kitts und Nevis und wurde in der 52. Minute für Fred Dorvil ausgewechselt. Im Rückspiel spielte er dann, trotz seines Alters, dass gesamte Spiel durch. Beide Male spielte er auf der Position des Innenverteidigers. Die Spiele gingen beide mit 2:6 verloren.

## Erfolge

### Individuell
- Torschützenkönig der Provo Premier League: (1)
  - 2002/03 (mit RMC Master Hammer) (12 Tore)